# 齊柏林 (臺灣)
齊柏林（1964年12月27日—2017年6月10日），臺北市人，籍貫河南安陽，中國國民黨籍。為臺灣空中俯瞰拍攝導演、攝影師、環境保護運動者，有「一代空拍大師」的美譽。獲首任交通部臺灣區國道新建工程局局長歐晉德賞識，負責空拍記錄重大工程，內容以公路建設為主，開啟長達20餘年的空拍工作。拍攝題材有臺灣地景、臺灣河流、臺灣生態，並向臺灣大眾提倡環境保護。
2016年三立電視邀請齊柏林為新戲《一千個晚安》擔任視覺總監。同年10月，齊柏林將25年來拍攝的臺灣空拍影像整理後成立「齊柏林空中攝影影像資料庫－ 愛台灣吧」，民眾可直接在線上申請影像授權。
2017年6月10日，齊柏林搭乘凌天航空空拍直升機，在拍攝代表作《看見台灣》續集《看見台灣II》的空中勘景途中，於花蓮縣豐濱鄉長虹橋附近山區墜機殉難，享年52歲。

## 生平
1964年生於臺北市，名字「齊柏林」是其父去算過筆畫取的，與同名的飛船沒有關係。齊柏林以商業拍攝房地產廣告起家，他對此表示過多的美化照片拍多了，反而有要「拍出真實」的衝動。
1990年进入國工局担任行政工作，1991年起开始负责以空拍記錄國道三號等高速公路的興建過程。之后齐柏林开始租用直升机从空中拍摄台湾的地景超过二十年，飞行时数超过1600小时、拍摄影像超过30万幅。
自1998年起，齐柏林于《大地地理杂志》发表空中摄影作品。
2005年，他于臺北中正纪念堂及臺中科學博物館举办臺灣最大规模户外摄影展览。在这段期间内，齐柏林一直都是以拍摄平面影像为主。

### 從空照攝影到空拍導演

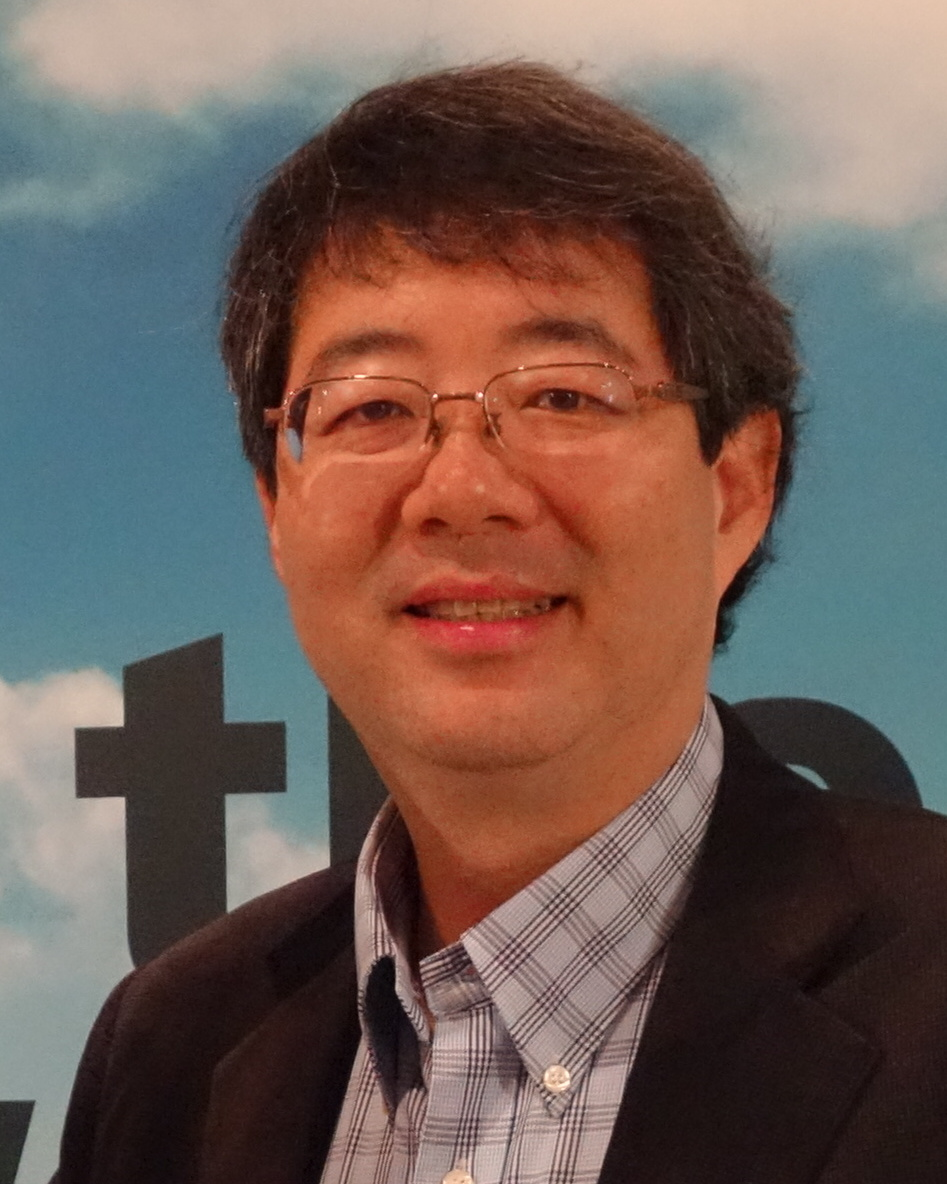
齊柏林導演出席雅虎奇摩「The weekly Flickr 大攝影家」記者會（2013年11月20日）

1990年代，齊柏林向時任國工局長歐晉德進言：「工程照片要從高空鳥瞰才有規模。」被歐晉德採用，自此國工局開始租直升機並交由齊柏林負責空拍，北二高接近完工時。齊柏林再向新任國工局長鄭文隆建議：「空拍應結合高速公路與土地的關係。」促成《北二高映像─懷抱大地的深情》一書，書中空拍照強調高速公路與周邊地景的關聯。

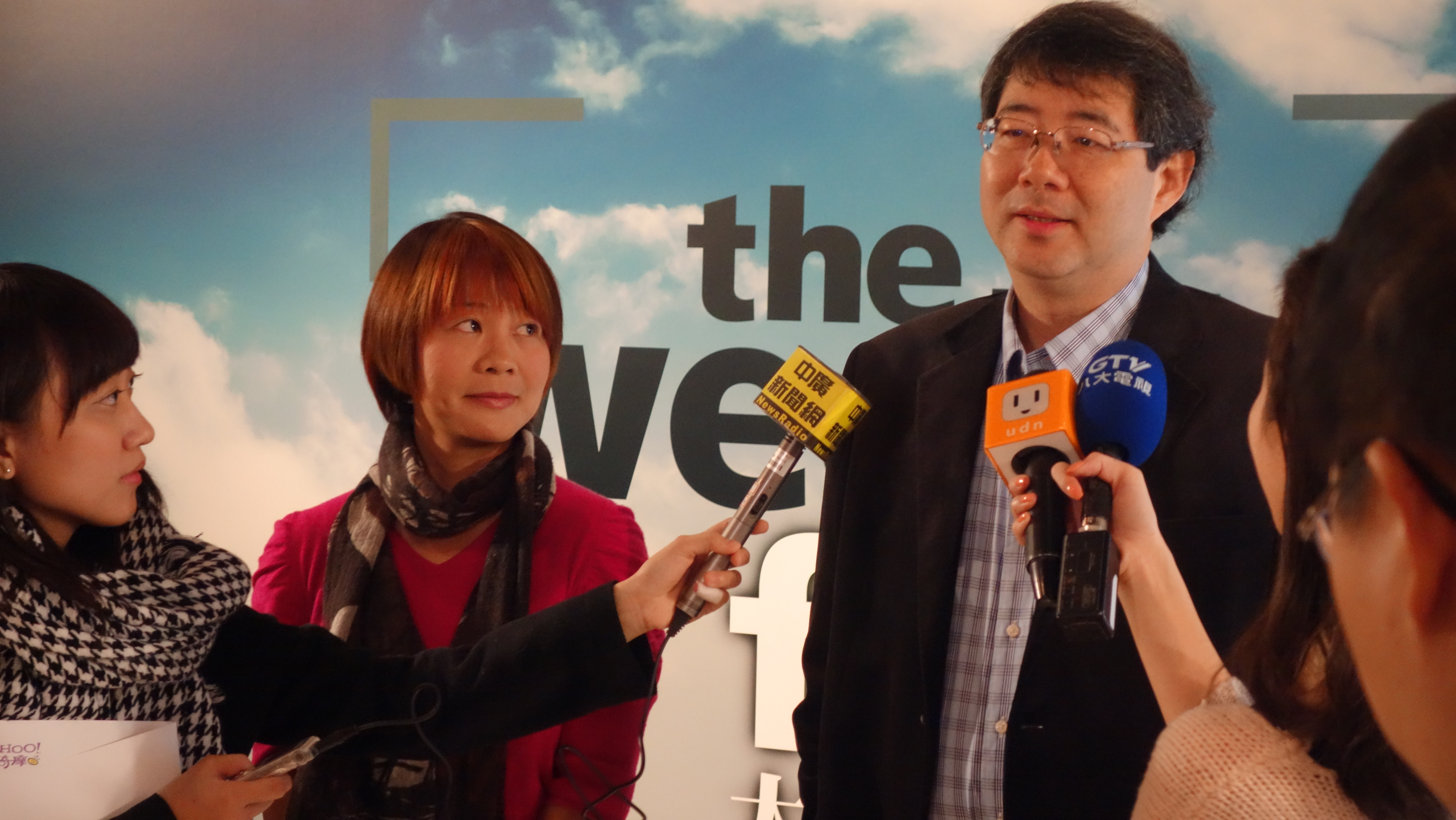
臺灣導演齊柏林（右）出席雅虎奇摩「The Weekly Flickr 大攝影家」記者會，接受中廣新聞、聯合新聞網與八大新聞採訪（2013年）

齊柏林在2003、2004年採訪中表達出對土地的關懷，齊當時說：「台灣景觀空中鳥瞰一片翠綠景象不再翠綠，許多高山已被挖得坑坑洞洞，而都市也因密密麻麻建物林立，變得奇醜，沒有景觀。」他表示，許多高山河流一下雨就山崩土流，高山建設一步步嘗到惡果，土石流、崩塌都是開路、開發帶來惡果。齊柏林曾拍到不肖業者把一卡車、一卡車廢棄物偷運到海邊掩埋。他感慨地說：「你知道嗎？只有人煙罕至處，才是漂亮的……。」
從作品來看，齊柏林10幾年前就以空拍照紀錄被破壞的環境，如2005年，中正紀念堂舉辦影像展「山的呼喚」，展出齊柏林120餘幅空照圖，其中就包括1998年大園空難過後的影像、還有因2001年桃芝颱風遭土石流淹沒的南投水里鄉郡坑村。
以及2004年，時任經建會副主委張景森因敏督利颱風搭直升機前往中部災區勘查，即邀齊柏林隨機拍攝。齊也邊空拍邊把原本青山綠水卻被濫墾、濫建破壞的地方，指給張景森看。後來由民生報先取得拍攝照片，除了紀錄大甲溪南岸山壁上因暴雨沖刷，山壁土石崩落沖垮3條公路，齊柏林也拍下被密集開墾蓋民宿的清境農場，還有德基水庫河面沉沉浮浮、密密麻麻巨型樹幹。
同年，齊柏林也以空拍照紀錄位於澎湖縣[馬公市]]的紅毛城遺址，因海軍工程被挖成兩半。
2005年，齊柏林將拍攝從空中拉回地面，應奧比斯防盲救盲基金會之邀，遠赴新疆一周，拍攝基金會義診幼兒眼疾過程，共帶回2,000多張照片，做為公益募款之用。同年，台東縣委託齊柏林空拍台東自然景色，包括東海岸、花東縱谷、南迴線、嘉明湖及綠島、蘭嶼等景致。
2007年，齊柏林爬上高達183.5公尺的單塔斜張橋南二高高屏溪大橋塔頂空拍時，發現許多鳥骸，國工局擔心該些鳥類可能是飛行時被大橋夜間燈光迷惑而撞死，便邀請鳥類專家黃光瀛前往查看。黃光瀛初步判斷是游隼獵食後的遺骸，國工局也配合在橋塔平台上安置兩部紅外線照相機，終於拍到3隻游隼把橋塔當「餐桌」的獵食身影。

#### 貸屋籌拍紀錄片
2009年发生八八水灾后，齐柏林乘着直升机飞入灾区拍摄，他体悟到光是平面影像不足以让人真实地感受到臺灣的土地正面临著危机，而且臺灣还有更多的地方是值得被记录下来，再加上看到卢·贝松和亚恩·阿蒂斯－贝特朗合作拍摄的纪录片《地球很美有賴你》，所以他将自己近新臺币300万元积蓄投入，并将自己的房子向银行抵押借贷600萬元，購入近新臺幣3,000萬元的專業空拍設備，展開臺灣首部空拍紀錄片的拍攝計劃。2009年11月，齊柏林創立台灣阿布電影公司（Above Taiwan Cinema,Inc.；「阿布」是對應英語的音譯），除了製作多部以空拍為主題的影像作品，首部長篇電影作品即齊柏林盼望已久的空拍紀錄片《看見台灣》（原定名《域望》）。

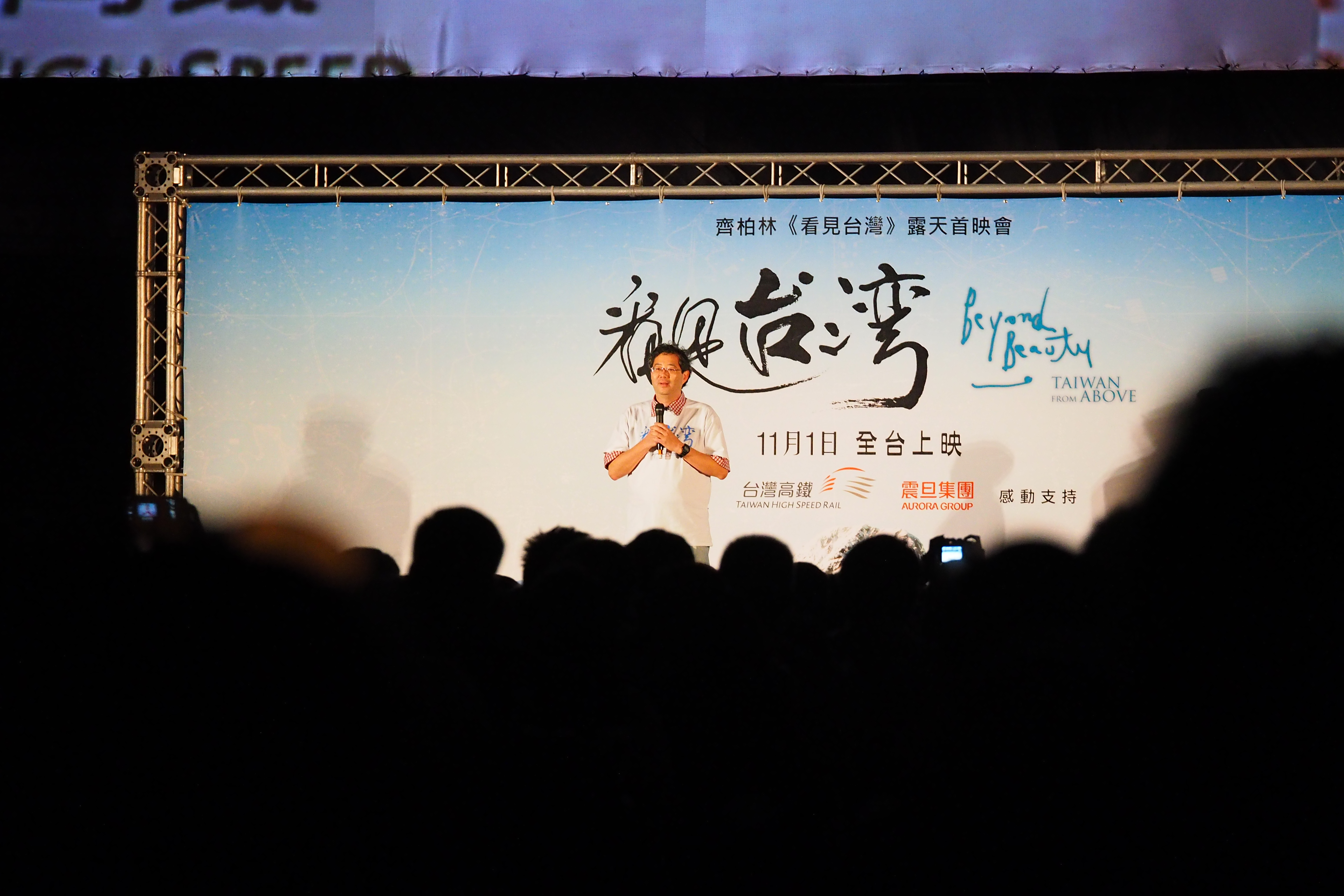
導演齊柏林在所執導的《看見台灣》露天首映會（臺北自由廣場，2013年）

2011年7月9日，齊柏林在中華民國總統府《治國週記》中與時任總統馬英九對談，該週記篇名為：「高空俯瞰之眼，飛閱台灣家園」。
2012年11月21日，由內政部營建署委託齊柏林的電影公司製作的紀錄片《飛閱臺灣國家公園》，舉辦首映記者會。該影片並獲得第46屆休士頓世界影展金牌獎。
2012年臺北電影節首播《看見台灣》部份片段，2013年11月1日上映，并且该电影在同年也是第一届桃园电影节的开幕片。

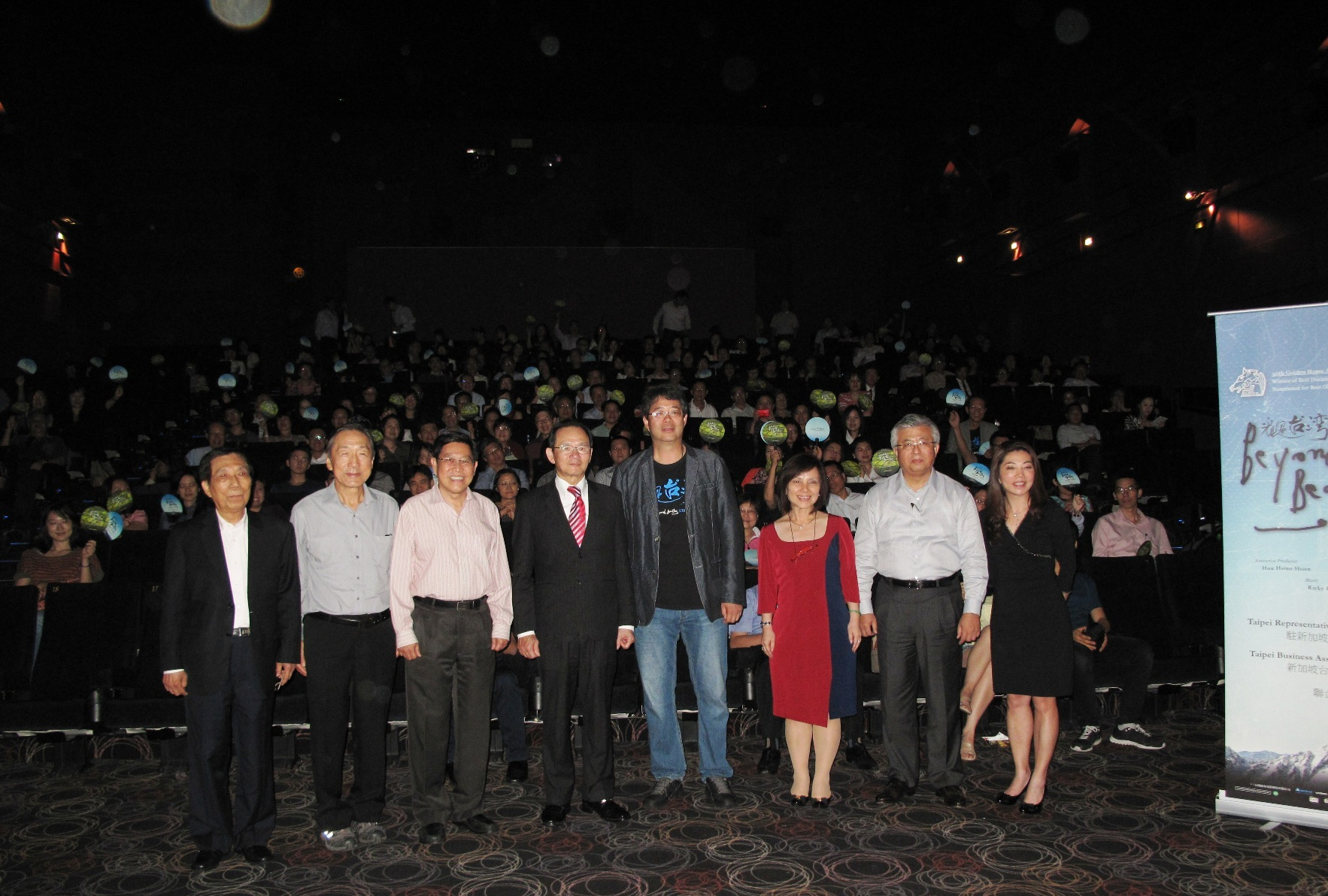
臺灣駐新加坡代表謝發達、齊柏林導演、新加坡臺北工商協會會長陳舒琴（依序為左四、右四、右一），及與會貴賓在電影放映後與現場觀眾合影（新加坡，2014年）

2013年，《看見台灣》獲得第五十屆金馬獎兩項提名，並榮獲最佳紀錄片獎。
2017年6月8日，舉行《看見台灣》續集《看見台灣II》開鏡記者會，他期望把視野擴展到台灣之外，包括中國大陸、日本、馬來西亞，最遠到達紐西蘭。齊柏林在記者會上再三提及，經許多學者考證已證實，紐西蘭原住民毛利人是來自於四、五千年前台灣的原住民，透過一葉扁舟航向南太平洋，他希望「看見台灣II」能喚醒台灣民眾血液中沈睡的「冒險DNA」，而不要只是以「小確幸」自滿。

#### 拍攝過程與心得
齊柏林曾有過空拍差點墜機的經驗。山區不穩定氣流是最大威脅，齊柏林曾在屏東大武山區遭遇落山風，被颳到太麻里海邊，甚至連台北近郊磺嘴山的下降氣流，都曾讓直升機差點墜毀，卻意外拍到牛群被直升機低空掠過嚇得狂奔的鏡頭。不過齊柏林還是感嘆：「拍照速度趕不上開發進度。」齊柏林甚至說，瀕臨生死關頭，他只怕相機墜落，不擔心個人安危。之所以願冒生命危險長年空拍記錄台灣地景，是因很愛這片土地，且「越看到它『不堪』的一面，就越想愛護它。」
齊柏林分享，幾次到過玉山主峰，近4千公尺高度（海拔3,952公尺），凍得他兩手發紫，更曾遇上強勁氣流，直升機不斷搖晃，嚇得大家臉色發白，齊柏林力求鎮定，「一面支撐身體一面舉起相機，把高山氣流翻越主峰的一剎那畫面逮個正著，可是回來後整整累了2天……。」
深知每次起飛都是冒險、「在天空中都是生死一瞬間」的齊柏林說：有時天候不好，海上大風一吹，混亂的氣流，搖晃的機身，讓他不禁害怕地自問：「我幹嘛在這裡？」但一回家，整理拍出來的照片，原來的疑惑都會消失無蹤，馬上又想出發，繼續用空拍說台灣故事。他表示：每次飛上天空，抓取前所未見的畫面，回到陸地感動更多人、發揮影響力，這正是探險的意義與精神。自豪於冒險精神的他勉勵年青人不要怕困難、勇於嘗試追夢，「你的血液中一定要有冒險的因子存在！」
前國工局局長鄭文隆形容齊柏林空拍時「很恐怖」，整個人有一半懸在直昇機外，讓他看得冷汗直流。不過，齊柏林表示，租用直昇機一小時花費10幾萬元，空照必須緊抓時間、全神貫注，「那時候根本不知道害怕。」
由於國工局每年只編列20小時租直升機的空拍預算，若要空拍國道以外景致，以齊柏林公務員薪水收入，不足以支撐每小時10萬以上直升機租金，因此齊柏林常靠「搭便機」空拍，如離島、高山上氣象局人員搭乘直升機換班、直升機公司承攬林務局業務進行高空噴灑農藥，或直升機要出任務幫台電吊掛工程，以及土建公司蓋吊橋，直升機駕駛朋友都會主動通知齊柏林搭便機。乙吉建設公司董事長黃木壽，曾需搭直升機到玉山監督工程，也多次無條件讓齊柏林搭乘，甚至包機贊助其空拍。
齊柏林表示，以空中拍照而言，每次至少要帶6台專業攝影機，價值百餘萬元。但器材常因空拍海景、高低溫落差極大，沾上鹽分、水氣常需送洗，耗損快，常要更新。為因應高山酷寒，齊柏林特別設計適合在低溫環境，可靈活操作相機的保暖手套，但他也強調空拍完回程一定要趕快脫衣服：「直升機在回程，高度快速下降，氣溫也跟著從零度拉升到三、四十度，脫慢了，保證會中暑……。」多年經驗累積也讓他如願申請「特種目視飛行」許可。
齊柏林說，在鄉村、小島上空拍照，最低高度不能少於500英呎（152.4米），城市中高樓林立，則需升至1500英呎（452.7米）。齊柏林指出，空拍條件嚴格，光線、照明度要求高，因此冷鋒過後大氣較明淨，或颱風來襲前後都是拍照好時機。齊柏林也多次在禁航區博愛特區外搶拍好照片，機師會一再緊張催促「快點」，讓他練就短時間完成構圖、測光及對焦的攝影快功。
齊柏林表示，為大地地理雜誌拍攝作品中，最令他印象深刻的是1999年8月拍攝整修完成的霧峰林家花園，因為當年9月林家花園隨即毀於九二一大地震，使該套照片更形珍貴。齊柏林指出，讀者回饋是空拍後的最大安慰，他說，一位住在高雄旗津海邊、嫁到台灣的山東青島女聲樂家，看到齊柏林所拍一幀旗津海岸空拍照片，也有攝入女聲樂家的家，於是女聲樂家向齊柏林購買該幀照片後，放大十幾張寄回山東，告訴家人：「這就是我住的地方！」
齊柏林形容其空拍的國道「是在碧綠大地，披上一條條白玉錦緞。」他形容北二高因為在都市外圍、沿著山壁興建，在空間不足情況下，交流道無法採取傳統的苜蓿葉型，而必須配合地形變化，「就像女孩子打絲巾時千變萬化，有的千迴百折、有的簡單俐落，但各有風情。」

#### 《看見台灣》效應
2013年，齊柏林代表作《看見台灣》上映後，揭發日月光半導體工廠（K7廠）在高雄市後勁溪排放大量廢棄汙水，引發社會大眾廣泛討論。
台灣南投清境農場附近建滿歐式風格的各式民宿，但藉由齊柏林的空拍鏡頭，發現這裡的部分民宿存在著環保和安全上的合法性問題。行政院對此加速動作，在2013年11月29日召開「國土保育專案小組會議」成立了「國土保育專案小組」，大規模釐清調查清境地區的民宿，內政部也規劃製作清境地區災害的潛勢圖，進行相關因應。
此紀錄片揭發眾多台灣地區的環境問題，除上述所提以外，還包括嘉義阿里山祝山車站後方山坡的崩塌問題，和新北市烏來區烏來溫泉產業群聚地區的管線私設問題等，為國內的環境保護提出改革意見與倡議。
當時眾多企業和店家為此遭到調查，而出現反彈與不滿，網路上也出現不少提醒齊導注意人身安全的留言，對此，齊柏林本人在希望大眾理性面對相關問題的同時，曾說：「畫面會說話，不用贅言，就看得清楚。任何人看了，都會知道危險。生命很珍貴，不必為了賺錢和利益做這些事。」；此外，他也曾說：
|  | 台灣過去實在是非常美麗噢！但是這幾十年來我們在追求經濟發展的過程中，其實不經意地傷害了她。 |

### 逝世
2017年6月10日中午約11點56分，齊柏林團隊進行《看見台灣II》空中勘景的途中，隸屬凌天航空的貝爾206空拍直升機（機號），在花蓮豐濱鄉大港口長虹橋附近山區墜毀，包括齊柏林本人、助手陳冠齊、機師張志光在内的3人全數喪生。
由於過去齊柏林與軍方合作密切，國防部對於齊柏林罹難深感遺憾與不捨，表示國防部由衷感謝過去齊柏林曾數次協助空軍拍攝紀錄片、微電影，包含空軍救護隊2015年成立60週年，齊柏林特別率團隊拍攝「空軍救護隊60週年微電影」，並以「看見台灣，慈航天使」為主題，呈現不管在白天、深夜或高山、大海，只要有緊急救難狀況，就有海鷗救難直升機的身影。另外空軍也在臉書粉絲專頁上傳與齊導的合照哀悼。
6月12日上午8時左右，空軍司令部，為感謝導演齊柏林及其攝影團隊，對國軍的貢獻，派遣兩架C-130運輸機協助運送遺體，從花蓮啟程，於上午9時35分回到台北松山機場，並列隊敬禮向他致敬。
6月24日至7月11日期間，台灣阿布電影股份有限公司策劃「看見齊柏林」紀念展，時任中華民國總統蔡英文出席展覽首日時在現場頒發褒揚令，褒揚令全文如下：

知名空拍導演、環保行動者齊柏林，器宇淹曠，耿絜堅芳。少歲呈顯藝術天分，醉心攝影美學，誠勇追夢，理趣遐悠。旋入交通部國道新建工程局，依藉鏡頭勤攄重大建設始末，蔚開工程機關先河；以《經典公路－國道幸福五號》獲頒優良政府出版品獎；橫翔捷出，早擅英華。莫拉克颱風肆虐，爰毅然卻棄公職，勉力籌資空拍實景，體現臺灣土地之美麗與哀愁。經由空中鳥瞰視野，梭巡家園劫後傷痕；審視國土規劃議題，踐履生態保育職志，洞中肯綮，篤見孤懷；夙願閎襟，敬業不遷。嗣開拍《看見臺灣》紀錄片，披露廢水汙染濫墾，揭示環境發展變遷；俯視山川海岳地景，推升國人環保意識，言微旨遠，殫憂極瘁；雅操深衷，正聲赫然。曾獲頒金馬獎最佳紀錄片、休士頓國際影展長篇紀錄片評審團特別獎暨攝影金牌獎、國際綠色影展金太陽獎等殊榮，絕技懋績，群流企仰。復賡續籌拍《看見臺灣II》，傳達「環境無分國界，生息休戚與共」理念，跨越種族文化藩籬，提供前瞻省思空間；擴大國際關懷面向，引領全民參與浪潮，卓行爍德，靡然向風。詎料壯志未酬，迺今盛年逝踵，憾惜軫悼，應予明令褒揚，用彰賢彥，旌表遺徽。

總　　　統　蔡英文　　　　

行政院院長　林　全　　　　

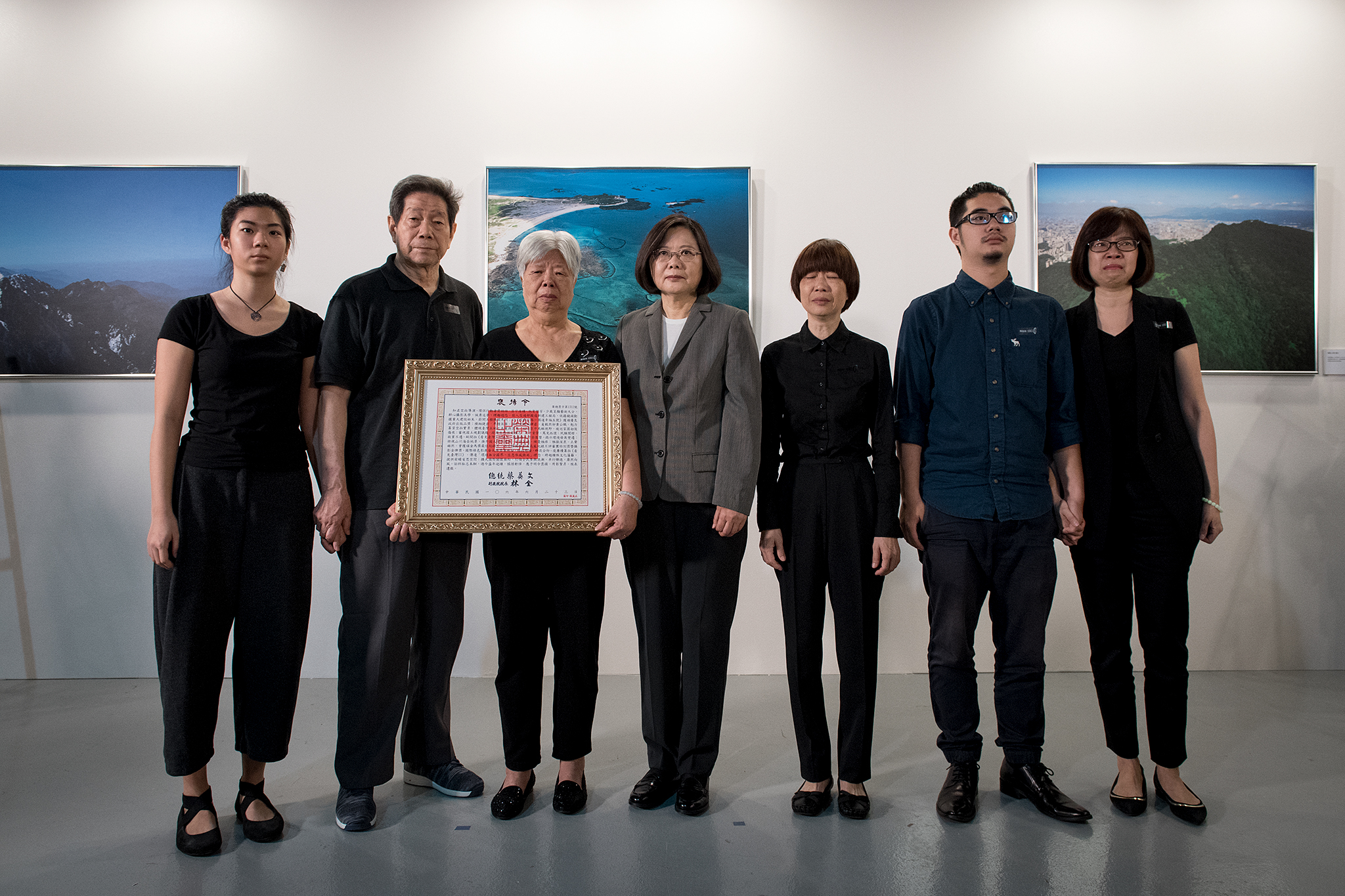
「看見齊柏林」紀念展上，齊柏林家屬與總統蔡英文及其褒揚令（2017年6月24日）

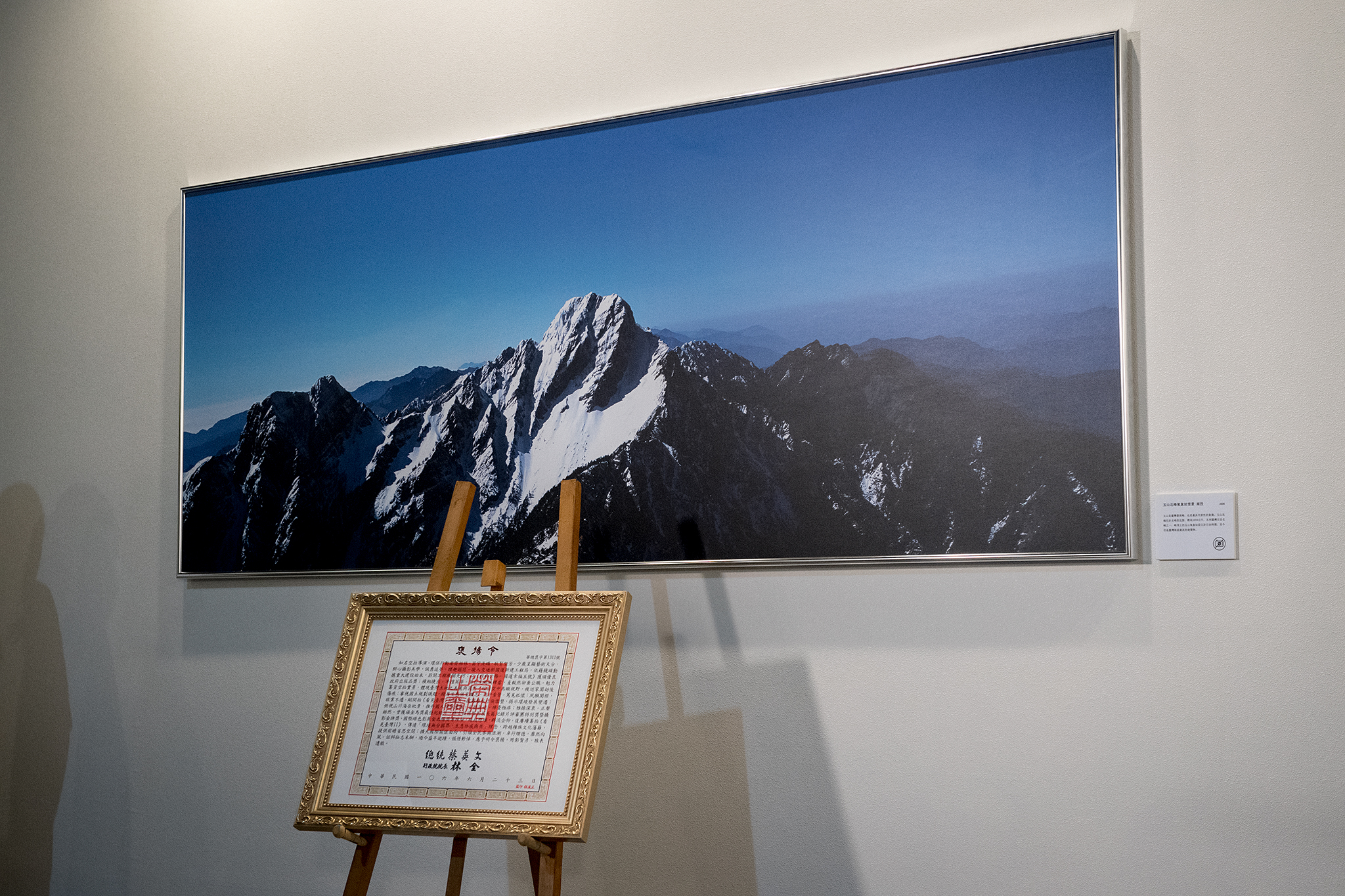
「看見齊柏林」紀念展上，齊導攝影作品台灣玉山與總統褒揚令（2017年6月24日）

2017年7月14日，在台北市第二殯儀館舉行告別式，7點半進行家祭，隨後於8點15分舉行公祭，遺體火化後，長眠新北市金山金寶山園區，8月17日在園區內舉辦齊柏林揭碑儀式。

#### 身後效應

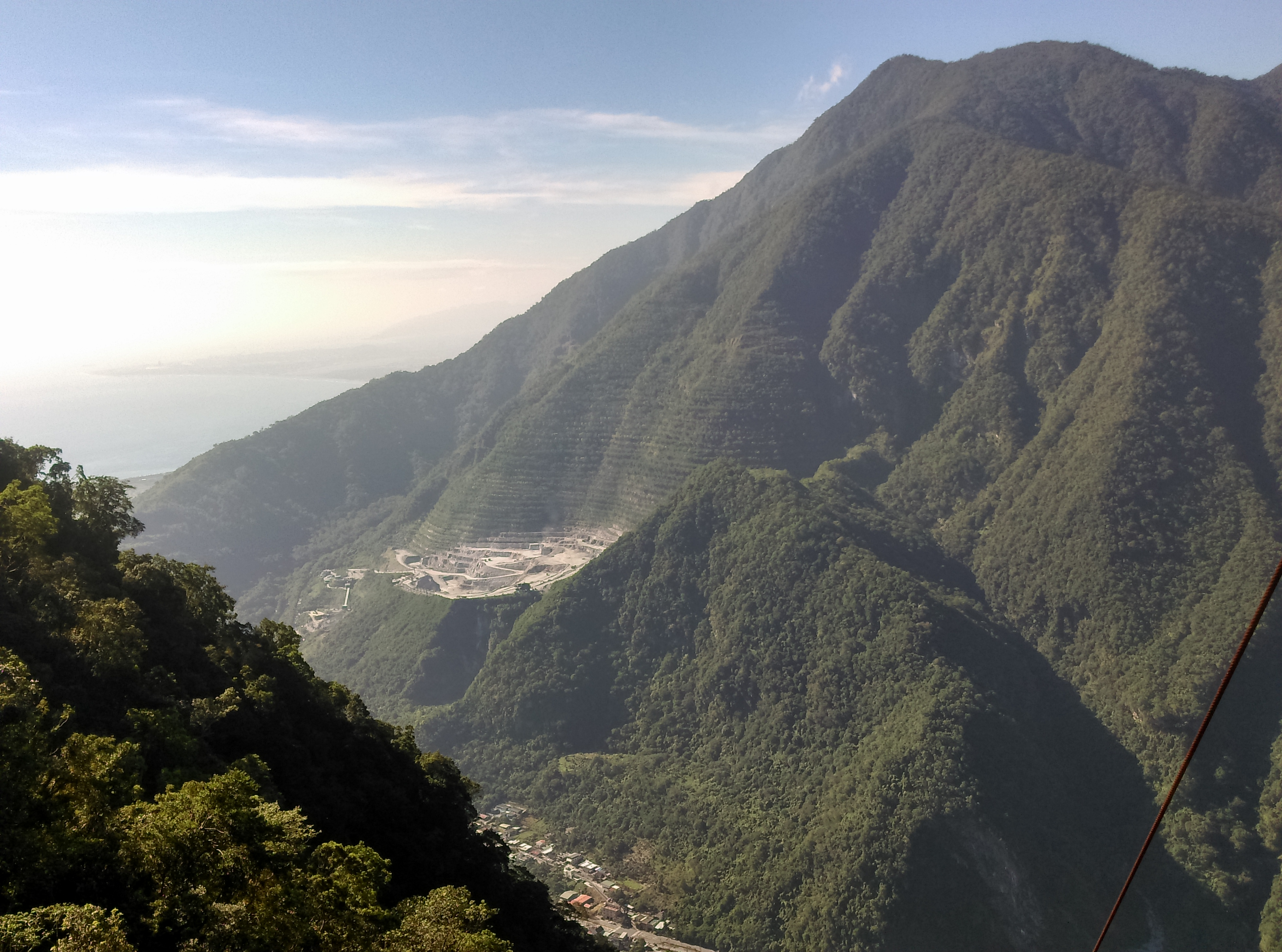
亞州水泥花蓮新城礦區

2017年5月，齊柏林曾空拍遠東集團旗下亞洲水泥（亞泥）位於花蓮太魯閣新城山的採礦場，他拍下全景，把畫面傳給友人，感嘆的寫下：「比5年前（編按：2012年）挖得更深了」，齊柏林身故後引發社會關注亞泥的新城山礦場案。
3月14日，經濟部通過了亞泥新城山礦權20年展限，以往申請通過展限的程序至少要2年時間，但亞泥只花了3.5個月，且正值立法院對《礦業法》修法的期間，經濟部面對立委質疑時稱無法撤銷亞泥礦權展限。6月12日，經濟部表示礦務局長朱明昭在3月亞泥案通過前曾提出退休，並於5月上旬獲准，但依然引起爭議。6月19日，經濟部稱經檢視後程序並無違法，亞泥對於各單位意見回覆都相當快速，才讓程序可以加速進行，也無須原民知情同意，行政院對於是否撤銷亞泥展延表示將補辦環評。
6月14日下午4時，地球公民基金會在網路發起的撤銷亞泥展限的連署，參與人數共計達到19.4萬人，到15日早上已經突破20萬人連署，地球公民基金會顧問蔡中岳表示，行政院的回應至今僅限於未來的礦業法修法方向，卻迴避處理行政機關已明確違法的亞泥展限處分。針對行政院與經濟部修法內容的數度不同調、未提出具體修法期程，現在除了要求完全執政的蔡政府釐清細節並做出具體承諾，更要求行政院立即廢棄亞泥新城山礦權20年展限的行政處分，他們也將在25號和更多當地族人一起到總統府，讓政府真正「看見台灣」。6月25日，20多個連署民間團體發起「看見亞泥 搶救太魯閣」大遊行，遊行行列一路沿中山北路高喊「撤銷亞泥、礦業改革」，在下午4點20分抵達總統府前凱道，並排成「看見台灣」的圖示，主辦單位表示，估計到場民眾超過8,000人。
6月20日，台灣環境保護聯盟發聲明悼念齊柏林，並且對齊柏林在拍攝《看見台灣》時發現的環保問題，提出相關單位是否都有妥善解決的質疑，也提出希望政府正視國土保育問題，要求10年內不侵擾山林及海岸，同時強烈譴責經濟部對亞泥的展限核准。
6月28日，台北地檢署已分他字案調查亞泥展限相關行政程序有無涉及刑事不法。監察院也已對該案立案調查。9月20日，監委對於造成行政疏失的政委林萬億、張景森和當時的經濟部長李世光及礦務局長朱明昭等共6人提案彈劾但全數失利，因而改提對失職機關的糾正案。
2019年6月12日，監委糾正原民會、花蓮縣政府以及花蓮縣秀林鄉公所。7月11日，台北高等行政法院撤銷亞泥已展延的礦權，創下原住民諮商同意權勝訴的首例，本案仍可上訴。2021年9月16日，最高行政法院維持高院見解，判決確定。

## 家庭
齊柏林已婚，配偶姜緗潔，育有一子（齊廷洹）一女（齊小育）。

## 接棒計畫
在齊柏林過世後，台灣阿布電影於2018年6月8日成立看見．齊柏林基金會，主要目標除了將齊柏林生前的作品數位化之外，還有尋找接棒人才。

## 作品

### 書籍
| 出版日期       | 書籍名稱                                                 | 作者                           | 出版社                     | ISBN               |
| 1997年         | 《北二高映象：懷抱大地的深情》                           | 葉煥輝、齊柏林                 | 交通部臺灣區國道新建工程局 | ISBN 9570201266    |
| 2004年11月28日 | 《上天下地看台灣》（明信片書）                           | 齊柏林                         | 秋雨文化出版               | ISBN 9867680685    |
| 2004年11月28日 | 《飛閱台灣：我們的土地故事》                             | 齊柏林                         | 秋雨文化出版               | ISBN 9867680677    |
| 2012年11月3日  | 《從空中看台灣：齊柏林空中攝影集》（二版）               | 齊柏林攝影，陳世一、陳慧屏文字 | 貓頭鷹出版社               | ISBN 9789862621103 |
| 2013年10月24日 | 《我的心，我的眼，看見台灣：齊柏林空拍20年的堅持與深情》 | 齊柏林                         | 圓神出版社                 | ISBN 9789861334691 |
| 2015年12月2日  | 《島嶼奏鳴曲：齊柏林空中攝影集》                         | 齊柏林                         | 台灣阿布電影               | ISBN 9789869246705 |

### 影視（紀錄片）
齊柏林的紀錄片主題，大多與台灣及其環境保護、地景紀錄相關。
| 年份   | 作品名稱             | 出品單位           | 備註                                                                                              |
| 2012年 | 《鳥目台灣》         | 台灣阿布電影       | 齊柏林空中攝影、劉克襄撰稿、陳明章音樂、田麗雲／劉克襄旁白。                                      |
| 2013年 | 《飛閱台灣國家公園》 | 行政院內政部營建署 | 齊柏林空中攝影。                                                                                  |
| 2013年 | 《看見台灣》         | 台灣阿布電影       | 齊柏林空中攝影、執導，吳念真旁白。                                                                |
| 2014年 | 《台中心動》         | 台中市政府新聞局   | 齊柏林空中攝影。                                                                                  |
| 2017年 | 《看見台灣II》       | 台灣阿布電影       | 齊柏林空中攝影、執導。拍攝作業於2017年6月10日，在籌拍階段勘景途中，因發生直升機墜機空難暫停拍攝。 |

### 音樂錄影帶
- 〈如果我們不曾相遇〉（五月天，空拍部分）

## 獎項
| 年份   | 獲提名                                      | 獎項                                           | 結果 |
| ------ | ------------------------------------------- | ---------------------------------------------- | ---- |
| 2003年 |                                             | 帝亞吉歐台灣分公司第一屆 夢想資助計畫大獎      | 獲獎 |
| 2012年 |                                             | 學學文創第四屆學學獎（XUE XUE AWARDS）特殊貢獻獎             | 獲獎 |
| 2013年 | 《看見台灣》 （台灣阿布電影股份有限公司）   | 第50屆金馬獎最佳紀錄片獎                       | 獲獎 |
| 2014年 | 《飛閱臺灣國家公園》 （行政院內政部營建署） | 第47屆休士頓國際影展劇情長度紀錄片評審團特別獎 | 獲獎 |
| 2014年 | 《飛閱臺灣國家公園》 （行政院內政部營建署） | 第47屆休士頓國際影展攝影金牌獎                 | 獲獎 |
| 2014年 | 《看見台灣》 （台灣阿布電影股份有限公司）   | 第21屆國際綠色影展（Festival Internacional de Cinema del Medi Ambient）金太陽獎                 | 獲獎 |

## 紀念
- 齊柏林新尖額蟹（Neorhynchoplax chipolini）[88]與齊柏林鰓沙蠶（Dendronereis chipolini）[89]，國立中興大學生命科學系薛攀文教授命名。
- 小行星281068 [90]

## 延伸閱讀
- 齊柏林飛船 照見台灣之美 （页面存档备份，存于）
- 3萬英尺空拍台灣/攝影師齊柏林︰沒人的地方 最美 （页面存档备份，存于）
- 雅虎電影－《看見台灣》「真的美，真的好」導演齊柏林與配樂何國杰專訪

## 外部連結
- 齊柏林的飛閱台灣的Facebook專頁
- 齊柏林在互联网电影资料库（IMDb）上的資料（英文）
- 齊柏林在香港影庫上的簡介
- 齊柏林在豆瓣上的资料（简体中文）
- 齊柏林在时光网上的簡介（简体中文）